# 明代東西洋航海圖

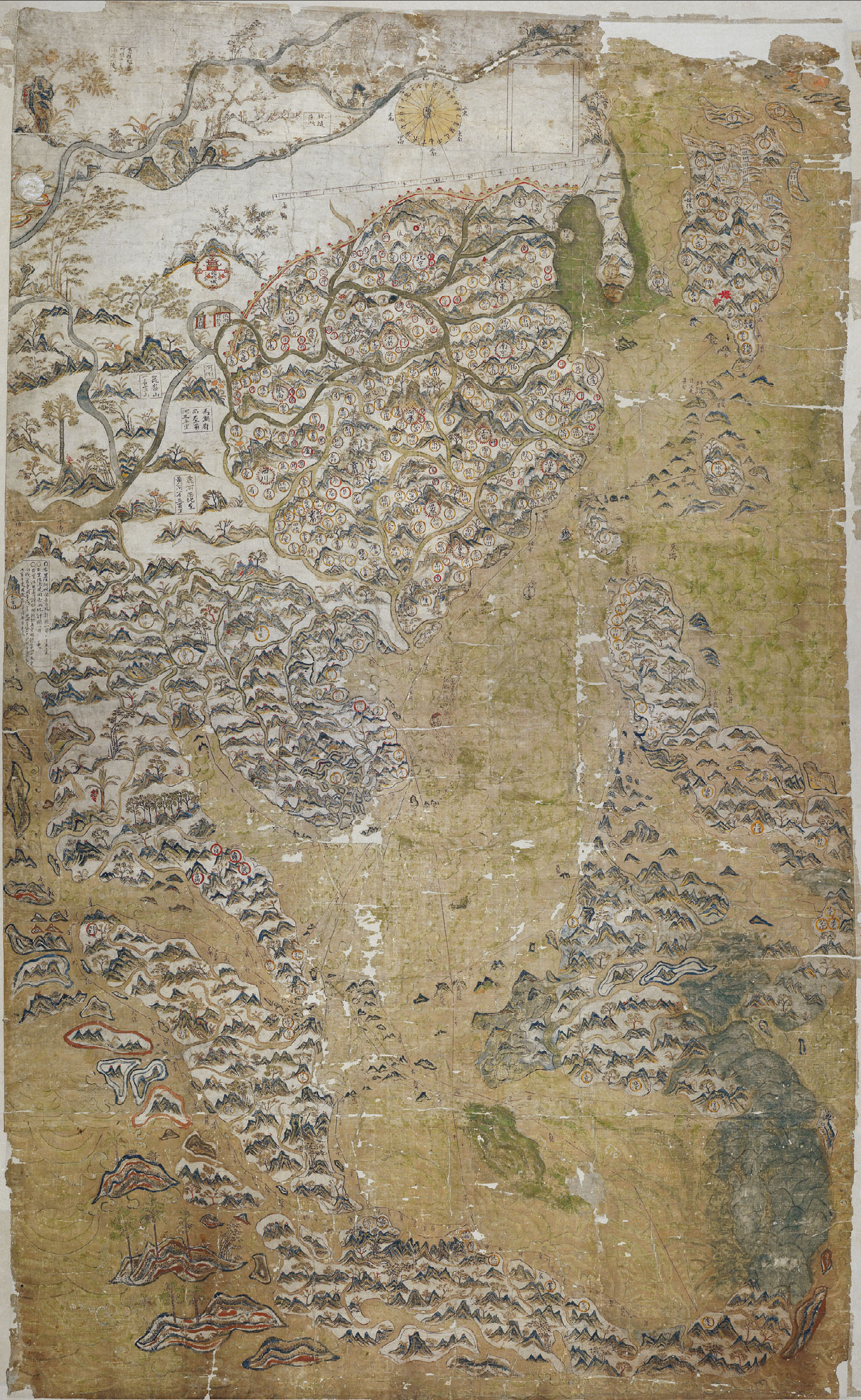
《明代東西洋航海圖》

《明代東西洋航海圖》，即《塞爾登地圖》（於牛津大學博德利圖書館的文件編號為「MS. Selden supra 105」），又稱《雪爾登中國地圖》，是一幅繪於17世紀的地圖，原作者不明，有標註105個地名，範圍涵蓋今日本、朝鮮半島、東南亞與一部份的印度等，地名以漢字標示:14。其最大特點是與一般的中國古地圖不同，中國大陸未置於地圖中心，而是左上角，並且也無標出「中國」國名。根據羅伯特·巴切勒（Robert Batchelor）的說法，它可能是1618年至1624年左右在馬尼拉的海外華商製造的。

## 历史
本圖的最後主人是約翰·雪爾登，曾是一位英國的法學家，大約和莎士比亞同時期，對東方文化感興趣，但他並不懂中文；地圖是他的私人收藏，依照他遺囑，死後捐給他的母校牛津大學。从1659年以来，这幅地图就一直被放在牛津大学的博德利图书馆里，1919年被查看过一次后，就一直淹没在书海当中。直到2008年，美国佐治亚南方大学历史系副教授，罗伯特·巴彻勒（Robert Batchelor），在英国牛津图书馆做研究时发现了这幅地图。自2009年到2011年，这幅地图被精心修复，用更好的材料去代替原来的“衬板”来固定它。
博德利圖書館為本圖進行漢學研究時標註的中文名「東西洋航海圖」，是中國大陸研究者陳佳榮提出的；而英文名「Selden Map of China」，是博德利圖書館館長David Helliwell提出的。實際上本圖原無標題，全彩手繪，長約1.5公尺（160厘米），寬約1公尺（96.5厘米），是纯手工绘制，仅存的孤本，再也没有第二幅。雪尔登地图是它所在时代最大的壁挂式地图，也是近700年以来最重要的一幅東亞地图。

## 內容

### 台灣
此圖在往東的琉球國北方針路，往南的呂宋東洋針路之間，「彭」（澎湖）的東方，推定為台灣之處，標示「北港」、「加里林」兩地名。台灣史學界普遍將「北港」釐定為魍港。「加里林」看法分歧，盧嘉興、湯錦台認為是今台南佳里；翁佳音、陳宗仁認為是彰化二林，《道教科儀》往東洋航線載其近音地名「郊里臨」列在淡水、北港之間，此圖中兩地倒置應是誤繪:28-35；施雅軒認為是高雄平原的搭加里揚社，對應1603年來台的陳第〈舟師客問〉「東番……彭湖以東，上自魍港，下至加哩」所稱台灣西南海岸的南北界。

### 南海诸岛

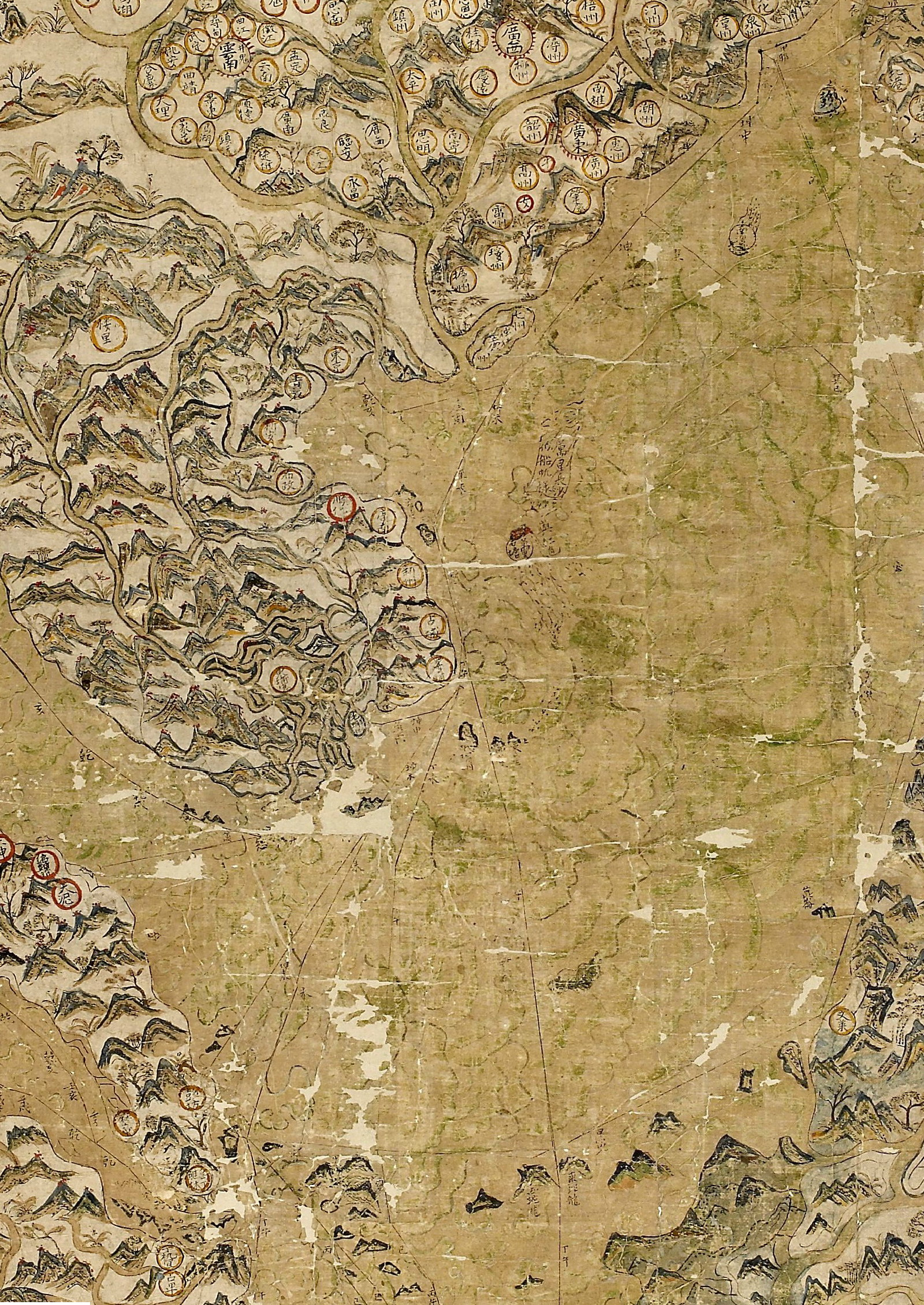
南海部分

在图上，东沙群岛画成东北向沙礁，圆圈内注记“南澳气”。西沙群岛画成东南向长条沙，北部涂红色，圆圈内注记“万里石塘”，右上方注记“屿红色”。。

### 引用
1. ↑  . Timable香港事件.   [2020-10-03]. （原始内容存档于2021-12-10） （中文（香港））.
2. 1 2  陳佳榮. .   [2015-10-28]. （原始内容存档于2015-09-26）.
3. 1 2  聶洪萍.  (PDF).   [2015-10-28]. （原始内容存档 (PDF)于2016-04-19）.
4. 1 2  施雅軒. . 台灣文獻 (國史館台灣文獻館). 2022-03, 73 (1) [2021-01-15投稿, 2021-02-01送審, 2021-08-06通過]  [2023-03-28]. （原始内容存档于2023-03-25）.
5. ↑  龚缨晏; 许俊琳. . 史学理论研究. 2015, (3)  [2020-10-03]. （原始内容存档于2021-07-10）.
6. ↑  . 中央研究院地圖與遙測影像數位典藏計畫. 2012-12-21  [2015-10-28]. （原始内容存档于2016-03-04）.
7. ↑  . 香港成報. 2014-03-21  [2015-10-28].[永久]
8. ↑  Robert Batchelor. . Imago Mundi: The International Journal for the History of Cartography. 2013-01  [2018-01-31]. （原始内容存档于2021-12-07）.
9. ↑  肖曼. . 法廣. 2015-07-01  [2015-10-28]. （原始内容存档于2015-08-23）.
10. ↑  Bodleian Library. . 2008-06-04  [2015-10-28]. （原始内容存档于2016-03-06）.
11. ↑  Timothy Brook.  (PDF). London: Profile Books. 2013: xx  [2025-05-20]. ISBN 978-1-78125-038-9. （原始内容存档 (PDF)于2025-05-22）.
12. ↑  陳宗仁. . 台灣史研究 (中研院台灣史研究所). 2020-09, 27 (3): 1–42  [2023-03-30]. （原始内容存档于2023-03-20）.
13. ↑  . 中国南海网.

## 外部連結
- （英文）官方網站 （页面存档备份，存于）
- 發現人Robert Batchelor標出本圖地名對應google map的位置 （页面存档备份，存于）